# Эскиев, Лечи
Лечи Эскиев (чечен. Эски Лечи; род. 1972, Ишхой-Юрт, Гудермесский район, ЧИАССР, — 30 января 2006, Хасавюрт, Дагестан, Россия) — один из крупных военных командиров ЧРИ, командующий Северным фронтом ВС ЧРИ, командующий Алероевским направлением, амир джамаатов Шелковского, Наурского и Надтеречного районов. Известен под псевдонимом «амир Камал» и прозвищами «Доктор», «15-й».

## Биография
Лечи Эскиев родился в 1972 году в селе Ишхой-Юрт Гудермесского района Чечено-Ингушской ССР. По национальности чеченец. 
Один из лидеров чеченского сопротивления. Командир высшего звена. Имел псевдоним «амир Камал» и прозвища «Доктор» и «15-й». Находился в федеральном розыске за участие в многочисленных нападениях на российских силовиков на территории Чеченской Республики, Ингушетии и Дагестана. 
В ходе Первой российско-чеченской войны 1999 году по указанию Аслана Масхадова назначен заместителем командующего фронтом и командующим Аллероевским направлением. Затем был назначен эмиром джамаата Шелковского района, возглавлял джамааты Наурского и Надтеречного районов. 
С августа 2002 года являлся командующим Северным фронтом ВС ЧРИ. Также через него осуществлялось финансирование боевых группировок.  
Эскиев обвинялся российскими властями в совершении ряда диверсионных акций террористического характера в отношении силовиков, в том числе: 17 сентября 2001 года - участие в вооруженном нападении на город Гудермес; 30 августа 2003 года - участие в ночном обстреле из легкого вооружения местного управления РОВД и отделения милиции Шелковского района. Он причастен к организации диверсионных акций, совершенных 3 марта, 4 сентября и 9 сентября 2003 года в Шелковском районе Чеченской республики. Кроме того, он участвовал в вооруженных нападениях на населенные пункты в Ингушетии и Дагестане.
В апреле 2004 года Эскиев вместе с командиром президентской гвардии Ахмадом Авдорхановым руководил группой в ходе нападения на село Ишхой-Юрт Гудермесского района, где он родился и вырос. 
Убит в бою 30 января 2006 года в городе Хасавюрт, Республика Дагестан, Россия.

## Награды
- Посмертно награждён высшей Государственной наградой ЧРИ — орденом: «Честь Нации»[20][21].

## Книги
- Zhurnalistika kak postupok: sbornik publikat͡siĭ pobediteleĭ i finalistov premii imeni Andrei͡a Sakharova "Za zhurnalistiku kak postupok" za 2005 god. — Izd-vo OAO "Kostroma", 2006. — 252 с.
- Анна Политковская. За что?. — Новая газета, 2007. — 1040 с. — ISBN 978-5-903080-03-8.